# Isle of Man TT 1924
De Isle of Man TT 1924 was de dertiende uitvoering van de Isle of Man TT. Ze werd verreden op de Snaefell Mountain Course, een stratencircuit op het eiland Man.
| 1924 | - Eerste Ultra-Lightweight TT - Eerste ronde boven 60 mph in de Junior TT (Jimmie Simpson, AJS) - Eerste racegemiddelde boven 60 mph (Alec Bennett, Norton in de Senior TT) |

## Algemeen
Opnieuw werd er een klasse aan de TT van Man toegevoegd, de 175cc-Ultra-Lightweight TT. Men wilde daarmee weer meer "normale" motorfietsen in de baan krijgen, de "Tourist Trophy" indachtig. Deze nieuwe klasse werd als een normale race verreden, zonder de gebruikelijke interval-start. Alle deelnemers waren dus tegelijk in de baan, wat als voordeel voor de toeschouwers had dat ze in één oogopslag konden zien wie de leiding had, maar als nadeel dat ze na elke doorkomst drie kwartier moesten wachten tot ze weer voorbij kwamen. De Lightweight TT reed tegelijk met de Senior TT, maar startte vijf minuten eerder. Dat veroorzaakte problemen voor de 500cc-rijders omdat inhalen op de (grotendeels onverharde) wegen op sommige plaatsen nauwelijks mogelijk was. De familie Twemlow had een goede week: Kenneth Twemlow won de Junior TT en broer Eddie won de Lightweight TT.

## Senior TT
Zes ronden (364 km), motorfietsen tot 500 cc.
Freddie Dixon ging vier ronden lang aan de leiding en hij nam zelfs twee minuten voorsprong op Alec Bennett. Dixon's Douglas RA 24 begon echter te vertragen waardoor Bennett de race kon winnen. Harry Langman werd tweede en Dixon derde. Alle drie haalden ze een racegemiddelde van meer dan 60 mijl per uur.

### Uitslag Senior TT
| Pos | Coureur          | Merk    | Tijd      | Snelheid  |
| --- | ---------------- | ------- | --------- | --------- |
| 1   | Alec Bennett     | Norton  | 3:40"24'6 | 61,64 mph |
| 2   | Harry Langman    | Scott   | 3:41"54'2 | 61,23 mph |
| 3   | Freddie Dixon    | Douglas | 3:45"46'4 | 60,17 mph |
| 4   | C. Young         | Triumph | 3:50"42'4 | 58,89 mph |
| 5   | H. Hassall       | Norton  | 3:51"39'2 | 58,65 mph |
| 6   | Charlie Hough    | AJS 350 | 3:53"58'0 | 58,07 mph |
| 7   | Alfred Alexander | Douglas | 3:57"23'8 |           |
| 8   | Frank Longman    | AJS 350 | 3:58"30'2 |           |
| 9   | J. Stuart        | Norton  | 3:59"05'0 |           |
| 10  | H. Loader        | Norton  | 4:00"17'8 |           |
| 11  | R. Gillard       | Peugeot | 4:00"35'0 |           |
| 12  | Joe Craig        | Norton  | 4:07"19'8 |           |
| 13  | C. Wood          | Scott   | 4:10"34'0 |           |
| 14  | P. Pean          | Peugeot | 4:14"06'6 |           |
| 15  | M. Mylchreest    | Sunbeam | 4:20"35'0 |           |

### Niet gefinisht
| Coureur          | Merk           | Oorzaak |
| ---------------- | -------------- | ------- |
| Howard R. Davies | OEC-Blackburne |         |
| Jim Whalley      | Douglas        |         |
| Jimmie Simpson   | AJS 350        |         |
| Len Parker       | Douglas        |         |
| Tom Simister     | Norton         |         |
| Stanley Woods    | Cotton         |         |
| Tom Sheard       | New Hudson     |         |

## Junior TT
Zes ronden (364 km), motorfietsen tot 350 cc.
Jimmie Simpson reed de eerste ronde boven 60 mijl per uur in de Junior TT, maar hij viel uit, net als zijn aanvankelijke achtervolgers Wal Handley en Len Horton. Kenneth Twemlow won de race met een New Imperial.
| Pos | Coureur         | Merk                | Tijd      | Snelheid   |
| --- | --------------- | ------------------- | --------- | ---------- |
| 1   | Kenneth Twemlow | New Imperial        | 4:04"49'0 | 55,679 mph |
| 2   | S. Ollerhead    | DOT-JAP             | 4:07"26'2 | 54,908 mph |
| 3   | H.R. Scott      | AJS                 | 4:09"01'6 | 54,550 mph |
| 4   | Cecil Ashby     | Montgomery-JAP      | 4:14"27'4 | 53,394 mph |
| 5   | Harold Willis   | Montgomery-JAP      | 4:17"18'8 | 52,802 mph |
| 6   | J. Emerson      | DOT-JAP             | 4:29"38'9 |            |
| 7   | F. Simpson jr.  | Excelsior           | 4:28"55'2 |            |
| 8   | L. Nicholson    | OEC-Blackburne      | 4:31"38'0 |            |
| 9   | F. Marston      | AJS                 | 4:31"49'0 |            |
| 10  | Jimmy Shaw      | Zenith-JAP          | 4:43"48'4 |            |
| 11  | E. Jacobs       | Beardmore-Precision | 4:51"50'0 |            |
| 12  | G. Cowley sr.   | Sunbeam             | 5:13"29'6 |            |
| 13  | S. Cleare       | OK Supreme          | 5:05"49'0 |            |
| 14  | George Kelly    | AJS                 | 5:14"35'0 |            |
| 15  | Peter Bell      | DOT-JAP             | 5:16"23'0 |            |

| Coureur            | Merk           | Oorzaak |
| ------------------ | -------------- | ------- |
| Frank Longman      | AJS            |         |
| Howard R. Davies   | DOT-JAP        |         |
| Jimmie Simpson     | AJS            |         |
| Len Horton         | New Imperial   |         |
| Wal Handley        | Rex-ACME       |         |
| Stanley Woods      | Cotton         |         |
| Achille Varzi      | DOT-JAP        |         |
| Jack Watson-Bourne | Montgomery-JAP |         |

## Lightweight TT
Zes ronden (364 km), motorfietsen tot 250 cc.
Voor het derde jaar op rij ging Wal Handley aan de leiding om daarna uit te vallen. Daardoor nam Jock Porter de leiding over, maar hij viel in de laatste ronde. Nu won Edwin Twemlow met de New Imperial.
| Pos | Coureur        | Merk         | Tijd      | Snelheid  |
| --- | -------------- | ------------ | --------- | --------- |
| 1   | Edwin Twemlow  | New Imperial | 4:05"03'0 | 55,44 mph |
| 2   | H. Brockbank   | Cotton       | 4:17"05'0 | 52,85 mph |
| 3   | J. Cooke       | DOT-JAP      | 4:18"33'0 | 52,54 mph |
| 4   | L. Cridland    | JES          | 4:22"03'0 | 51,84 mph |
| 5   | P. Pike        | Levis        | 4:25"31'0 | 51,16 mph |
| 6   | H. Harris      | New Imperial | 4:29"01'0 | 50,50 mph |
| 7   | F. Simpson jr. | Excelsior    | 4:32"50'0 |           |
| 8   | C. Cleare      | OK Supreme   | 4:38"50'0 |           |
| 9   | Paddy Johnston | Cotton       | 4:40"23'0 |           |
| 10  | Geoff Davison  | Levis        | 4:52"40'0 |           |
| 11  | G. Werts       | OK Supreme   | 5:12"30'0 |           |

| Coureur     | Merk                   | Oorzaak |
| ----------- | ---------------------- | ------- |
| Wal Handley | Rex-ACME               |         |
| Jock Porter | New Gerrard-Blackburne | Val     |

## Ultra-Lightweight TT
Drie ronden (182 km), motorfietsen tot 175 cc.
Men was bezorgd over de veiligheid van de massastart van de nieuwe 175cc-klasse, maar toen de coureurs zonder al te veel problemen de bodem van Bray Hill bereikten waren de grootste problemen over. Opnieuw viel Wal Handley uit nadat hij aan de leiding had gereden. Jock Porter won de race met zijn eigen merk New Gerrard. Wee McGregor en McKenzie traden aan met 170cc-motortjes, overgebleven uit de failliete boedel van Hobart uit Coventry.
| Pos | Coureur       | Merk                       | Tijd      | Snelheid  |
| --- | ------------- | -------------------------- | --------- | --------- |
| 1   | Jock Porter   | New Gerrard-Blackburne     | 2:12"40'4 | 51,21 mph |
| 2   | F. Morgan     | Cotton                     | 2:17"11'6 | 49,51 mph |
| 3   | C. Stead      | Cotton                     | 2:17"39'8 | 49,34 mph |
| 4   | Geoff Davison | Levis                      | 2:23"00'8 | 47,49 mph |
| 5   | H. Brockbank  | Cotton                     | 2:26"59'0 | 46,21 mph |
| 6   | Tommy Meeten  | Francis-Barnett-Blackburne | 2:44"43'0 | 41,24 mph |
| 7   | B. Smith      | Wee McGregor-Hobart        | 2:51"59'0 |           |
| 8   | George Oates  | Powell-Blackburne          | 2:54"32'0 |           |
| 9   | Alec Bennett  | Diamond-Villiers           | 2:57"09'0 |           |
| 10  | D. Young      | Wee McGregor-Hobart        | 3:07"07'0 |           |
| 11  | Doug Prentice | McKenzie-Hobart            | 3:10"10'0 |           |

| Coureur        | Merk     | Oorzaak |
| -------------- | -------- | ------- |
| Gus Kuhn       | Omega    |         |
| Wal Handley    | Rex-ACME |         |
| Paddy Johnston | Cotton   |         |

## Sidecar TT
Drie ronden (182 km), zijspancombinaties tot 600 cc.
Slechts tien combinaties kwamen aan de start van de Sidecar TT. Veel merken hadden niet eens blokken van 600 cc. De Matador van Tinkler die derde werd had waarschijnlijk een 350cc-Blackburne-motor, de New Scale had een 350cc-Bradshaw-motor en Harry Reed beschikte over een 350cc-JAP-motor. Freddie Dixon leek de race opnieuw te gaan winnen met zijn Douglas, maar viel uit. Daardoor won George Tucker (Norton) met een half uur voorsprong op Reed. Zijn bakkenist had het 588cc-Norton Model 25 daar ook speciaal voor gebouwd.
| Pos | Coureur        | Bakkenist    | Merk               | Tijd      | Snelheid  |
| --- | -------------- | ------------ | ------------------ | --------- | --------- |
| 1   | George Tucker  | Walter Moore | Norton Model 25    | 2:56"34'2 | 51,31 mph |
| 2   | Harry Reed     | Onbekend     | DOT-JAP            | 3:26"44'0 | 43,80 mph |
| 3   | A. Tinkler     | Onbekend     | Matador            | 3:33"08'0 | 42,49 mph |
| 4   | J. Taylor      | Onbekend     | New Scale-Bradshaw | 3:35"40'0 | 41,99 mph |
| 5   | George Grinton | Onbekend     | Norton Model 25    | 3:36"33'0 | 41,84 mph |

| Coureur          | Merk            | Oorzaak |
| ---------------- | --------------- | ------- |
| Alfred Alexander | Douglas RA 24   |         |
| E. Taylor        | OEC-Blackburne  |         |
| Freddie Dixon    | Douglas RA 24   |         |
| Graham Walker    | Sunbeam         |         |
| S. Longman       | Coventry Victor |         |

1907 · 1908 · 1909 · 1910 · 1911 · 1912 · 1913 · 1914 · Eerste Wereldoorlog · 1920 · 1921 · 1922 · 1923 · 1924 · 1925 · 1926 · 1927 · 1928 · 1929 · 1930 · 1931 · 1932 · 1933 · 1934 · 1935 · 1936 · 1937 · 1938 · 1939 · Tweede Wereldoorlog · 1947 · 1948 · 1949 · 1950 ·1951 · 1952 · 1953 · 1954 · 1955 · 1956 · 1957 · 1958 · 1959 · 1960 · 1961 · 1962 · 1963 · 1964 · 1965 · 1966 · 1967 · 1968 · 1969 · 1970 · 1971 · 1972 · 1973 · 1974 · 1975 · 1976 · 1977 · 1978 · 1979 · 1980 · 1981 · 1982 · 1983 · 1984 · 1985 · 1986 · 1987 · 1988 · 1989 · 1990 · 1991 · 1992 · 1993 · 1994 · 1995 · 1996 · 1997 · 1998 · 1999 · 2000 · 2002 · 2003 · 2004 · 2005 · 2006 · 2007 · 2008 · 2009 · 2010 · 2011 · 2012 · 2013 · 2014